# Dara Ó Briain
Dara Ó Briain, född 4 februari 1972 i Bray i County Wicklow, är en irländsk komiker och TV-presentatör. Han har turnerat i både Irland och Storbritannien och har presenterat och deltagit i TV-program såsom The Panel, Don't Feed the Gondolas, Mock the Week och QI. Han talar flytande engelska och iriska och talar bara iriska med sin far.

## Karriär
Efter att ha tagit sin universitetsexamen började Ó Briain sin karriär som programledare för ett barnprogram på irländska RTÉ och började göra sina första stand-up-framträdanden. Ó Briain ledde programmet Echo Island i tre år innan han fick en framträdande roll som lagkapten på panelprogrammet Don't Feed The Gondolas (1998-2000). Ó Briain ledde sen den irländska panelprogrammet The Panel. 2002 började Ó Briain framträda på brittisk TV i program som Bring Me The Head of Light Entertainment och Never Mind The Buzzcocks. Hans stora genombrott i Storbritannien kom när han deltog som gäst och fyra gånger som gästpresentatör för Have I Got News For You. Från och med 2005 leder han Mock the Week på BBC, en blandning mellan Have I Got News For You och Whose Line is it Anyway?.

## Utmärkelser
Asteroiden 4901 Ó Briain är uppkallad efter honom.